# Русинка
Руси́нка (бел. Русінка) — деревня в составе Мостокского сельсовета Могилёвского района Могилёвской области Республики Беларусь.

## Географическое положение
Ближайшие населённые пункты: Круги, Макрусинка.

## Население
- 1999 год — 23 человека
- 2010 год — 16 человек